# La Palma (Montferrer)
La Palma és un veïnat de la comuna vallespirenca de Montferrer, a la Catalunya del Nord.

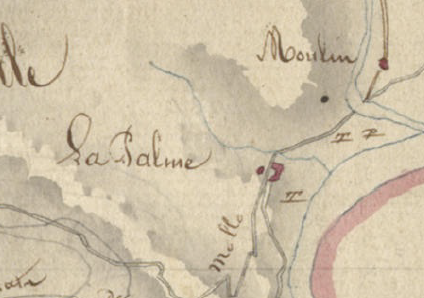
La Palma de Montferrer en el Cadastre napoleònic del 1812 (Arxius Departamentals dels Pirineus Orientals)

És al llarg de la carretera general a prop de l'extrem de llevant del terme, prop del límit amb Arles. Té molt a prop les masies de Can Botes i de l'Oliveda, que també formen petites agrupacions de masies.
El veïnat apareix clarament diferenciat en el Cadastre napoleònic del 1812.